# Doctor Rhythm
Doctor Rhythm – amerykański film komediowy z 1938 roku w reżyserii Franka Tuttle'a, w którym występują Bing Crosby, Mary Carlisle, Beatrice Lillie i Andy Devine.

## Obsada
- Bing Crosby jako doktor Bill Remsen
- Mary Carlisle jako Judy Marlowe
- Beatrice Lillie jako pani Lorelei Dodge-Blodgett
- Andy Devine jako oficer Lawrence O’Roon
- Rufe Davis jako Al, dozorca
- Laura Hope Crews jako pani Minerva Twombling
- Fred Keating jako Chris LeRoy
- John Hamilton jako inspektor Bryce
- Sterling Holloway jako Luke, lodziarz
- Henry Wadsworth jako Otis Eaton, pijak
- Franklin Pangborn jako pan Stenchfield, sklepikarz
- Harold Minjir jako pan Coldwater
- William Austin jako pan Martingale, nadzorca sklepu
- Gino Corrado jako Cazzatta
- Harry Stubbs jako kapitan policji